# Mammuthus sungari
Mammuthus sungari (také "mamut od řeky Songhua") byl obří druh mamuta, který se vyvinul z menších sibiřských mamutů a v době před zhruba 280 000 let se objevil na území dnešní severní Číny. Tento druh žil až do počátku pozdního pleistocénu.

## Velikost
M. sungari představuje zřejmě největšího známého mamuta vůbec. Replika kostry v muzeu v japonském městě Ibaraki měří na délku 9,1 metru, na výšku 5,3 metru a hmotnost zvířete činila zaživa přes 10 tun. Kostra je založena na objevu dvou obřích fosilních jedinců, kteří byli odkryti v roce 1980 v uhelném dole ve městě Hulun Buir (Čína). M. sungari byl popsán čínským paleontologem M. Z. Zhouem v roce 1959.